# Сауинши (Первомайський сільський округ)
Сауинши́ (каз. Сауыншы) — село у складі Карасайського району Алматинської області Казахстану. Входить до складу Первомайського сільського округу.
У радянські часи село називалось Сауніш.
Населення — 348 осіб (2021; 327 у 2009, 41 у 1999, 140 у 1989).